# Teriyaki Boyz
Teriyaki Boyz (яп. テリヤキボーイズ) — японская хип-хоп группа, состоящая из рэперов Ilmari и Ryo-Z из группы Rip Slyme, Verbal из M-Flo, рэпера Wise и Nigo, диджея и основателя популярного японского бренда A Bathing Ape. Группа сотрудничала с такими известными исполнителями, как Канье Уэст, Pharrell, Busta Rhymes и Big Sean.
Два трека группы («Tokyo Drift (Fast & Furious)» и «Chō L A R G E») попали в саундтрек к фильму Тройной Форсаж.

## Дискография

### Альбомы
- 2006: Beef or Chicken
- 2009: Serious Japanese
- 2009: Delicious Japanese

### Синглы
- 2006: HeartBreaker
- 2007: I Still Love H.E.R. (совместно с Kanye West)
- 2008: Zock On! (совместно с Pharrell и Busta Rhymes)
- 2009: Work That! (совместно с Pharrell и Chris Brown)

### Также приняли участие
- 2006: The Fast and the Furious: Tokyo Drift (саундтрек)
  - 01. «Tokyo Drift (Fast & Furious)»
  - 07. «超 L A R G E [Chō L A R G E]» (совместно с Pharrell)

### DVD
- 2006: The Official Delivery Iccho
- 2008: WORLD TOUR 2007
- 2009: Do You Japanese? Tour @ Zepp Tokyo DVD"